# 平里镇
平里镇，是中华人民共和国安徽省黄山市祁门县下辖的一个乡镇级行政单位。

## 行政区划
平里镇下辖以下地区：
双凤村、平里村、新源村、贵溪村、双程村、胜丰村和花桥村。

## 名胜古迹
平里镇境内拥有2处黄山市文物保护单位：
- 胡元龙故居
- 祁门茶业改良场